# Sergio Brusa Pasquè
Sergio Brusa Pasquè (Varese, 28 novembre 1923 – Varese, 14 novembre 1990) è stato un cestista e ingegnere italiano, specializzato nell'edilizia civile. 
È stato presidente del Consiglio Nazionale dell'Ordine degli Ingegneri dal 1967 al 1974 e presidente onorario dal 1974.

## Biografia
Nato a Varese da Alfredo Brusa Pasquè e Santina C. Broggi. Il padre Alfredo, consigliere del Consiglio Nazionale dei Periti Industriali e dei Periti Industriali Laureati presso il Ministero della Giustizia dal 1948 al 1961, già negli anni 1920 era perito edile e con la sua impresa restaurò il Castello di Vigevano, partecipò alla realizzazione dell'autostrada Varese-Milano e nel 1926 costruì in Varese edifici oggi presi ad esempio in ricerche di architettura.
Sergio Brusa Pasqué si è laureato in Ingegneria civile edile presso il Politecnico di Milano nel 1948. Iscritto all'Albo degli Ingegneri della Provincia di Varese al n.212.
Negli anni 1950, Sergio Brusa Pasquè fondò a Varese l'omonimo studio di ingegneria e architettura dandogli un taglio tecnico vicino a quello di un'attuale società di ingegneria.
Nel 1953 sposò Maria Martino, da cui ebbe tre figlie, Anna Manuela, Elena e Laura. Le prime due, dopo essersi laureate in Architettura, lo hanno affiancato nel lavoro, e ne proseguono l'attività.
Nella sua vita professionale ha realizzato molti progetti, quasi tutti edifici pubblici,  soprattutto impianti sportivi, piscine e palazzetti dello sport. A Varese, realizzò la piscina comunale e il palazzetto dello sport. Tra le sue opere, si distinguono particolarmente l'edificio della Camera di Commercio di Arezzo, inaugurato il 27 luglio 1968 in Viale Giotto, la cui struttura si pone ancora oggi come elemento emergente nel panorama architettonico di Arezzo. Il palazzo è oggi oggetto di vincolo architettonico, al fine di conservare integralmente l'aspetto esteriore, per il suo elevato valore culturale. Nel 1970 realizzò insieme all'ingegnere Tommaso Valle e all'architetto Giovanni Giavotto il padiglione italiano a Osaka per l'Expo 70. Sempre negli anni settanta realizzò il tribunale di Teramo.  Nel 1970 vinse il premio In-Arch 70 per la cupola geodetica di una scuola materna in provincia di Varese. Quegli anni, per lo Studio Brusa Pasqué, erano quelli delle strutture geodetiche, della coperture tensotese, delle strutture di copertura di palazzetti o piscine che, se fossero state realizzate, sarebbero diventate precorritrici di tensioni calatraviane. Negli anni 1980 realizzò l'università di Agraria a Bujumbura, in Burundi, e l'università per infermieri a Dakar, in Senegal, per il Fondo europeo di sviluppo. Fu presidente dell'Ordine degli Ingegneri italiano per 7 anni e vice presidente del Consiglio Direttivo Europeo degli Ingegneri (F.E.A.N.I.) negli anni settanta.

### Pallacanestro Varese

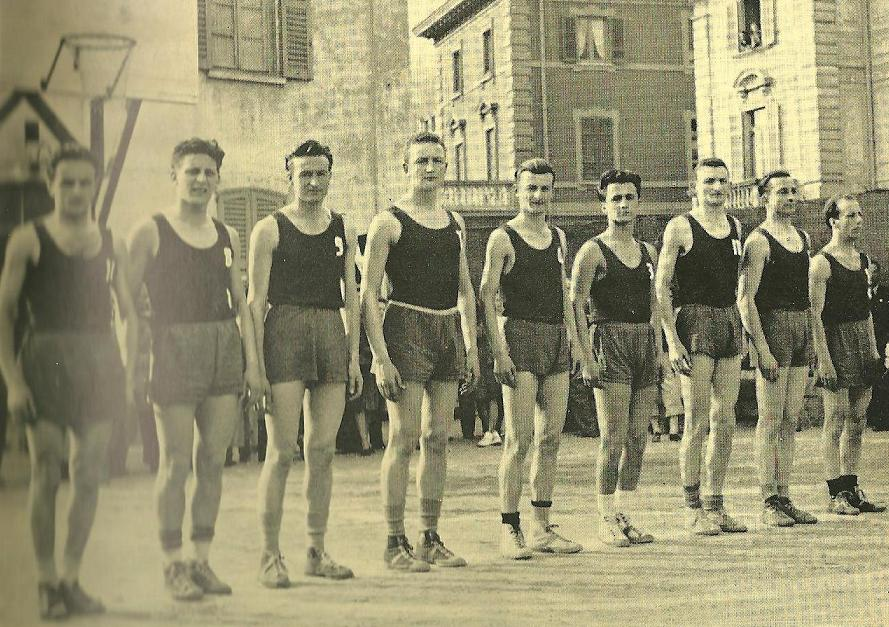
La formazione della Pallacanestro Varese 1945, vincitrice del Campionato Interregionale o di Serie B. Da sinistra Clerici, Marelli, Panerai, Checchi, V. Giobbi, Sergio Brusa Pasquè, A. Giobbi, Stabilini e il giocatore allenatore Enrico Garbosi

Brusa Pasquè fu uno dei firmatari della fondazione della Pallacanestro Varese, nel 1945, e giocatore membro della prima squadra vincitrice del "Campionato Interregionale o di Serie B", nell'annata 1945-1946.

## Selezione di opere
- Stabilimento termale Excelsior, Montecatini Terme (PT), 1964-68
- Palazzo di Giustizia di Teramo, 1968-81
- Palasport Lino Oldrini, 1967, ampliato nel 1990
- Piscina Comunale coperta di Varese, 1967
- Università di Agraria, Bujumbura, Burundi, anni 1960
- Università per infermieri, Dakar, Senegal, anni 1960
- Stade Ahmadou, Yaoundé, Cameroun, 1971
- Stade de la Réunification, Douala, Cameroun, 1972
- Stadio per calcio e atletica leggera, Bafoussam,  Cameroun, 1975
- Stadio per calcio e atletica leggera, Garoua, Cameroun, 1978

## Galleria d'immagini

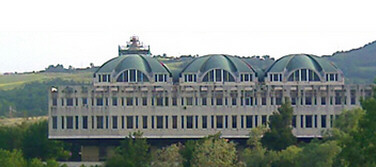
Palazzo di Giustizia di Teramo (anni '70)
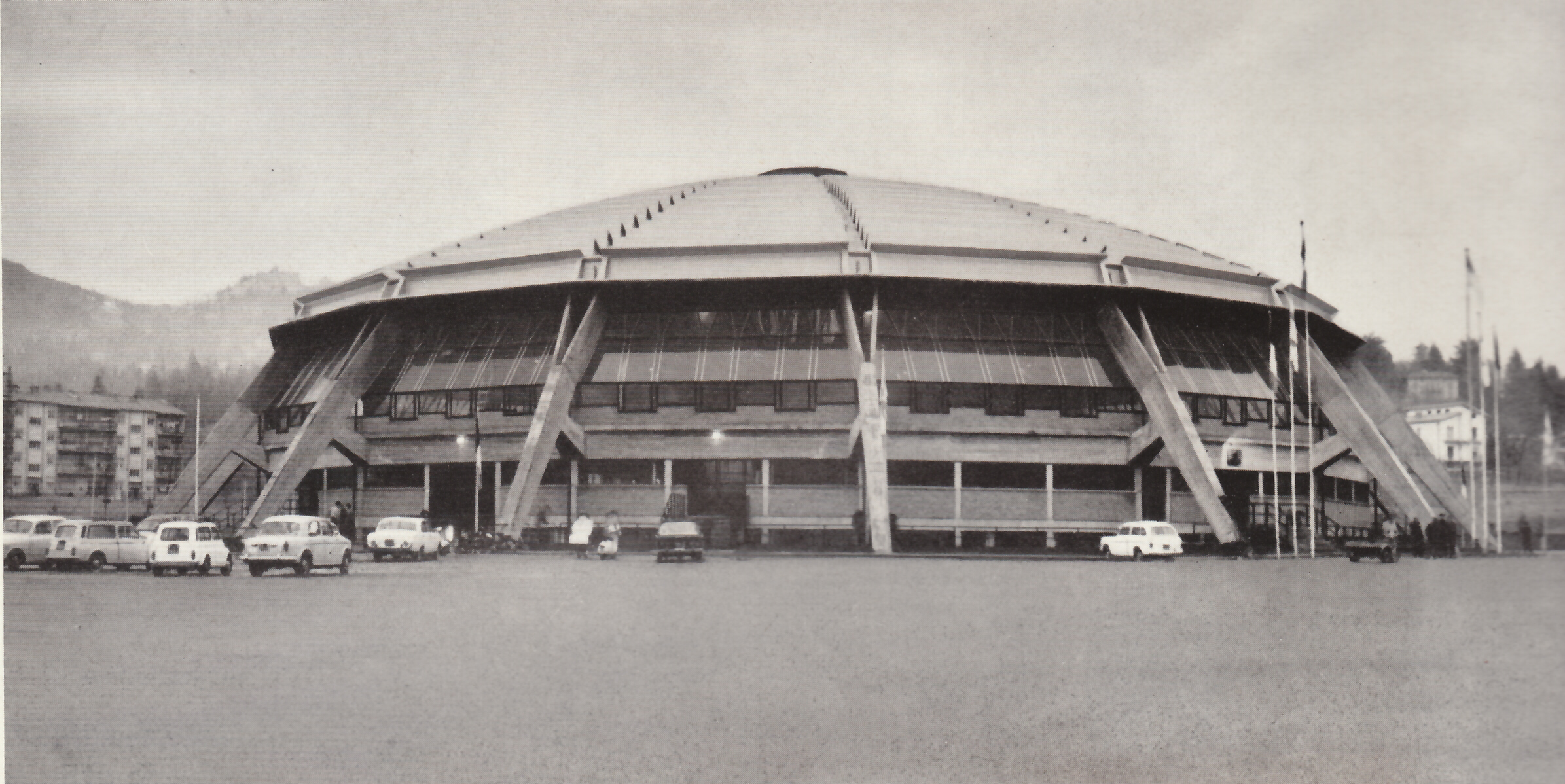
Progetto originale del Palazzetto dello Sport di Varese (1967)
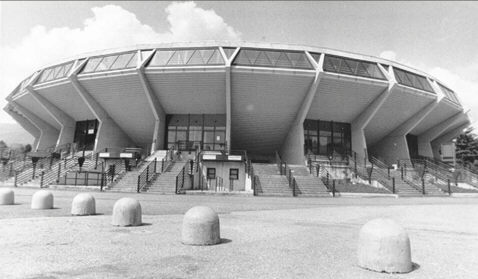
Ampliamento del PalaWhirlpool (1989)
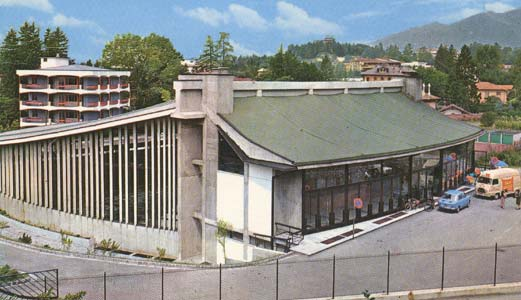
Piscina coperta comunale di Varese (1967)